# 周太和
周太和（1914年—2010年12月14日），男，江苏淮阴人，中华人民共和国政治人物，曾任国家经济体制改革委员会副主任、党组副书记、顾问，第七届全国政协委员。